# Ládví (stanice metra)
Ládví (zkratka LA) je stanice metra ležící ve čtvrti Kobylisy v Praze 8. Byla otevřena v červnu 2004 s úsekem IV.C1 a do prodloužení metra do Letňan byla dočasně konečnou trasy C. Podle původních plánů, vzniknuvších před Sametovou revolucí, se stanice měla jmenovat Tankistů v i návaznosti na plánovaný název předchozí stanice Rudé armády.

## Charakteristika stanice
Ládví je hloubená stanice – stavěná v otevřené jámě; leží zhruba 7 m pod povrchem v nadmořské výšce 282 m n. m. Na rozdíl od většiny ostatních stanic je její nástupiště v mírném oblouku – nástupní hrana u 2. koleje je prohnutá severním směrem. V době dokončení se za nástupištěm východně nacházela jedna obratová kolej (která kvůli stavebním problémům nedosahovala délky ani 100 m), a dvě koleje odstavné. K přejezdům sloužil kolejový kříž před stanicí. Po dostavbě úseku Střížkov - Letňany byla obratová kolej prodloužena na standardní délku a na bývalé odstavné koleje navázaly traťové tunely.
Strop nástupiště podpírají sloupy obložené nerezem. Výstup je podobný jako ve stanici Pankrác – z prostředka stanice je veden výstupní krátký eskalátorový tunel nahoru osou stanice do podzemního vestibulu, kde jsou výstupy k zastávce autobusu, tramvaje a do sídliště. K dispozici je také výtah pro osoby se sníženou pohyblivostí a kočárky. Poblíž se nachází záchytné parkoviště P+R.

## Navazující úsek
Na stanici Ládví navazuje úsek tří stanic (Střížkov, Prosek a Letňany), který byl otevřen 8. května 2008. Do roku 2018 ve stanici Ládví končila přibližně polovina spojů, takže v navazujícím úseku byla trasa obsluhována méně. V současnosti všechny soupravy pokračují až do stanice Letňany.